# Arçon
 Arçon  es una comuna y población de Francia, en la región de Franco Condado, departamento de Doubs, en el distrito de Pontarlier y cantón de Montbenoît. Está integrada en la Communauté de communes du Canton de Montbenoît .

## Demografía
| 513 | 513 | 571 | 650 | 665 | 695 | 750 |
| Para los censos de 1962 a 1999 la población legal corresponde a la población sin duplicidades (Fuente: INSEE [Consultar]) |     |     |     |     |     |     |